# Friedberg (Bawaria)
Friedberg – miasto w Niemczech, w kraju związkowym Bawaria, w rejencji Szwabia, w regionie Augsburg, w powiecie Aichach-Friedberg. Leży około 15 km na południowy zachód od Aichach, nad rzeką Paar, przy drodze B300 i linii kolejowej Paartalbahn: Ingolstadt-Augsburg.

## Polityka
Burmistrzem miasta jest bezpartyjny Peter Bergmair, rada miasta składa się z 30 osób.
|      | CSU | SPD | SPD/PB | PWG | FDP | Zieloni | Niezależni | PUWG | Razem |
| 2008 | 12  | -   | 13     | 2   | -   | 2       | -          | 1    | 30    |
| 2002 | 16  | 8   | -      | 2   | 1   | 2       | 1          | -    | 30    |

### Współpraca
Friedberg posiada pięć miejscowości partnerskich:
- Francja: Bressuire
- Wielka Brytania: Chippenham
- Austria: Friedberg
- Stany Zjednoczone: La Crosse
- Włochy: Völs am Schlern